# Lista de episódios de The Noite com Danilo Gentili (3.ª temporada)
Esta lista contém os episódios da terceira temporada do late-night talk show The Noite com Danilo Gentili, que foram exibidos pelo SBT entre os dias 7 de março de 2016 e 30 de dezembro de 2016. A primeira convidada da atração nesta temporada foi a apresentadora Luciana Gimenez e o último foi o cantor Ventania. A temporada também contou com a primeira troca de cenário do programa desde de sua estreia em 2014.

## 2016

### Março
| N.º | Data de exibição    | Convidado(s)                                                  |
| --- | ------------------- | ------------------------------------------------------------- |
| 432 | 7 de março de 2016  | Luciana Gimenez                                               |
| Julgamento do elenco do The Noite; Danilo apresenta o novo cenário do programa; Novos quadros para 2016; Entrevista com a apresentadora Luciana Gimenez; Ultraje a Rigor canta Nós Vamos Invadir sua Praia.                           |                     |                                                               |
| |                     |                                                               |
| |                     |                                                               |
| 433 | 8 de março de 2016  | Marcelo D2                                                    |
| Monólogo sobre o Dia Internacional da Mulher; Entrevista com o rapper Marcelo D2; Caça aos ovos de chocolate; Léo Lins entrevista elenco do filme Deadpool; musical com Marcelo D2.                                                   |                     |                                                               |
| |                     |                                                               |
| |                     |                                                               |
| 434 | 9 de março de 2016  | MC Bin Laden, MC João                                         |
| Monólogo sobre o vírus da zica; Desenhos do Danilo; Turma do The Noite no Passa ou Repassa; MC Bin Laden e João cantam "Sozinho". |                     |                                                               |
| |                     |                                                               |
| |                     |                                                               |
| 435 | 10 de março de 2016 | Larissa Manoela, João Guilherme Ávila                         |
| Monologo: Documentário sobre masturbação; Danilo entrevista os atores João Guilherme e Larissa Manoela, da novela Cúmplices de um Resgate; Primeira Rodada da Noite de 2016, com as participações de Rogerio Morgado e Daniel Duncan. |                     |                                                               |
| |                     |                                                               |
| |                     |                                                               |
| 436 | 11 de março de 2016 | Tatola Godas, Dennys Mota, Ricardinho Mendonça, Ângelo Campos |
| [ 19 ] |                     |                                                               |
| |                     |                                                               |
| |                     |                                                               |
| 437 | 14 de março de 2016 | Fafá de Belém                                                 |
| [ 20 ] |                     |                                                               |
| |                     |                                                               |
| |                     |                                                               |
| 438 | 15 de março de 2016 | Helô Pinheiro                                                 |
| [ 21 ] |                     |                                                               |
| |                     |                                                               |
| |                     |                                                               |
| 439 | 16 de março de 2016 | Luana Piovani, André Sanseverino                              |
| [ 22 ] |                     |                                                               |
| |                     |                                                               |
| |                     |                                                               |
| 440 | 17 de março de 2016 | Beto Silva                                                    |
| [ 23 ] |                     |                                                               |
| |                     |                                                               |
| |                     |                                                               |
| 441 | 18 de março de 2016 | Irmãos Castro; Maxx Figueiredo                                |
| [ 24 ] [ 25 ] |                     |                                                               |
| |                     |                                                               |
| |                     |                                                               |
| 442 | 21 de março de 2016 | Sandra de Sá                                                  |
| [ 26 ] |                     |                                                               |
| |                     |                                                               |
| |                     |                                                               |
| 443 | 22 de março de 2016 | Jason Priestley; Mapei                                        |
| [ 27 ] |                     |                                                               |
| |                     |                                                               |
| |                     |                                                               |
| 444 | 23 de março de 2016 | Marcelinho Carioca                                            |
| [ 28 ] |                     |                                                               |
| |                     |                                                               |
| |                     |                                                               |
| 445 | 24 de março de 2016 | Rey Biannchi; Maiara & Maraisa, Marília Mendonça              |
| [ 29 ] [ 30 ] |                     |                                                               |
| |                     |                                                               |
| |                     |                                                               |
| 446 | 25 de março de 2016 | Whindersson Nunes                                             |
| [ 31 ] |                     |                                                               |
| |                     |                                                               |
| |                     |                                                               |
| 447 | 28 de março de 2016 | Alessandra Maestrini                                          |
| [ 32 ] |                     |                                                               |
| |                     |                                                               |
| |                     |                                                               |
| 448 | 29 de março de 2016 | Palmirinha Onofre                                             |
| [ 33 ] |                     |                                                               |
| |                     |                                                               |
| |                     |                                                               |
| 449 | 30 de março de 2016 | Dafne                                                         |
| [ 34 ] |                     |                                                               |
| |                     |                                                               |
| |                     |                                                               |
| 450 | 31 de março de 2016 | Tom Cavalcante                                                |
| [ 35 ] |                     |                                                               |
| |                     |                                                               |
| |                     |                                                               |

### Abril
| N.º                  | Data de exibição    | Convidado(s)                                  |
| -------------------- | ------------------- | --------------------------------------------- |
| 451                  | 1 de abril de 2016  | Tiago Iorc                                    |
| [ 36 ]               |                     |                                               |
|                      |                     |                                               |
|                      |                     |                                               |
| 452                  | 4 de abril de 2016  | Wanessa Camargo                               |
| [ 37 ]               |                     |                                               |
|                      |                     |                                               |
|                      |                     |                                               |
| 453                  | 5 de abril de 2016  | Sebastian                                     |
| [ 38 ]               |                     |                                               |
|                      |                     |                                               |
|                      |                     |                                               |
| 454                  | 6 de abril de 2016  | Ney Inácio; Max Cavalera                      |
| [ 39 ]               |                     |                                               |
|                      |                     |                                               |
|                      |                     |                                               |
| 455                  | 7 de abril de 2016  | Thammy Miranda, Andressa Ferreira             |
| [ 40 ]               |                     |                                               |
|                      |                     |                                               |
|                      |                     |                                               |
| 456                  | 8 de abril de 2016  | Renata Poskus                                 |
| [ 41 ] [ 42 ]        |                     |                                               |
|                      |                     |                                               |
|                      |                     |                                               |
| 457                  | 11 de abril de 2016 | Beto Barbosa                                  |
| [ 43 ]               |                     |                                               |
|                      |                     |                                               |
|                      |                     |                                               |
| 458                  | 12 de abril de 2016 | Deborah Blando                                |
| [ 44 ]               |                     |                                               |
|                      |                     |                                               |
|                      |                     |                                               |
| 459                  | 13 de abril de 2016 | Cida Marques; Gustavo Mioto                   |
| [ 45 ] [ 46 ] [ 47 ] |                     |                                               |
|                      |                     |                                               |
|                      |                     |                                               |
| 460                  | 14 de abril de 2016 | César Menotti & Fabiano                       |
| [ 48 ]               |                     |                                               |
|                      |                     |                                               |
|                      |                     |                                               |
| 461                  | 15 de abril de 2016 | Lua Blanco                                    |
| [ 49 ]               |                     |                                               |
|                      |                     |                                               |
|                      |                     |                                               |
| 462                  | 18 de abril de 2016 | Cláudia Alencar; Davi Mansour, Criss Paiva    |
| [ 50 ] [ 51 ] [ 52 ] |                     |                                               |
|                      |                     |                                               |
|                      |                     |                                               |
| 463                  | 19 de abril de 2016 | Rodrigo Fernandes, Ricardo Pipo, Jovane Nunes |
| [ 53 ]               |                     |                                               |
|                      |                     |                                               |
|                      |                     |                                               |
| 464                  | 20 de abril de 2016 | Oscar Schmidt                                 |
| [ 54 ]               |                     |                                               |
|                      |                     |                                               |
|                      |                     |                                               |
| 465                  | 21 de abril de 2016 | Givanildo Silveira                            |
| [ 55 ]               |                     |                                               |
|                      |                     |                                               |
|                      |                     |                                               |
| 466                  | 22 de abril de 2016 | Rezende Evil                                  |
| [ 56 ]               |                     |                                               |
|                      |                     |                                               |
|                      |                     |                                               |
| 467                  | 25 de abril de 2016 | Otávio Mesquita                               |
| [ 57 ]               |                     |                                               |
|                      |                     |                                               |
|                      |                     |                                               |
| 468                  | 26 de abril de 2016 | Marky Ramone                                  |
| [ 58 ]               |                     |                                               |
|                      |                     |                                               |
|                      |                     |                                               |
| 469                  | 27 de abril de 2016 | Amaral                                        |
| [ 59 ]               |                     |                                               |
|                      |                     |                                               |
|                      |                     |                                               |
| 470                  | 28 de abril de 2016 | Matheus & Kauan                               |
| [ 60 ]               |                     |                                               |
|                      |                     |                                               |
|                      |                     |                                               |
| 471                  | 29 de abril de 2016 | Fernando Gomes                                |
| [ 61 ]               |                     |                                               |
|                      |                     |                                               |
|                      |                     |                                               |

### Maio
| N.º | Data de exibição   | Convidado(s)                         |
| --- | ------------------ | ------------------------------------ |
| 472 | 2 de maio de 2016  | Frejat; Sambô                        |
| [ 62 ] |                    |                                      |
| |                    |                                      |
| |                    |                                      |
| 473 | 3 de maio de 2016  | Eros Prado                           |
| [ 63 ] |                    |                                      |
| |                    |                                      |
| |                    |                                      |
| 474 | 4 de maio de 2016  | Fernando Meligeni                    |
| [ 64 ] |                    |                                      |
| |                    |                                      |
| |                    |                                      |
| 475 | 5 de maio de 2016  | Joelma Mendes                        |
| [ 65 ] |                    |                                      |
| |                    |                                      |
| |                    |                                      |
| 476 | 6 de maio de 2016  | Pathy dos Reis                       |
| [ 66 ] |                    |                                      |
| |                    |                                      |
| |                    |                                      |
| 477 | 9 de maio de 2016  | Milionário & Marciano                |
| [ 67 ] |                    |                                      |
| |                    |                                      |
| |                    |                                      |
| 478 | 10 de maio de 2016 | Orival Pessini; Fofão                |
| [ 68 ] |                    |                                      |
| |                    |                                      |
| |                    |                                      |
| 479 | 11 de maio de 2016 | Vampeta                              |
| [ 69 ] [ 70 ] [ 71 ] |                    |                                      |
| |                    |                                      |
| |                    |                                      |
| 480 | 12 de maio de 2016 | João Kléber                          |
| [ 72 ] |                    |                                      |
| |                    |                                      |
| |                    |                                      |
| 481 | 13 de maio de 2016 | Gigantes do Ringue                   |
| [ 73 ] |                    |                                      |
| |                    |                                      |
| |                    |                                      |
| 482 | 16 de maio de 2016 | Supla                                |
| [ 74 ] |                    |                                      |
| |                    |                                      |
| |                    |                                      |
| 483 | 17 de maio de 2016 | Arthur Veríssimo                     |
| [ 75 ] [ 76 ] |                    |                                      |
| |                    |                                      |
| |                    |                                      |
| 484 | 18 de maio de 2016 | Claudia Leitte                       |
| [ 77 ] |                    |                                      |
| |                    |                                      |
| |                    |                                      |
| 485 | 19 de maio de 2016 | Rafael Spaca, Dedé Santana           |
| [ 78 ] |                    |                                      |
| |                    |                                      |
| |                    |                                      |
| 486 | 20 de maio de 2016 | Micael Borges                        |
| [ 79 ] |                    |                                      |
| |                    |                                      |
| |                    |                                      |
| 487 | 23 de maio de 2016 | Henrique & Juliano                   |
| [ 80 ] |                    |                                      |
| |                    |                                      |
| |                    |                                      |
| 488 | 24 de maio de 2016 | Jacaré, Demian Maia, Maurício Shogun |
| [ 81 ] |                    |                                      |
| |                    |                                      |
| |                    |                                      |
| 489 | 25 de maio de 2016 | Fred Durst; Pipocando                |
| [ 82 ] [ 83 ] [ 84 ] [ 85 ] |                    |                                      |
| |                    |                                      |
| |                    |                                      |
| 490 | 26 de maio de 2016 | Sylvia Design                        |
| [ 86 ] |                    |                                      |
| |                    |                                      |
| |                    |                                      |
| 491 | 27 de maio de 2016 | Manu Gavassi                         |
| [ 87 ] |                    |                                      |
| |                    |                                      |
| |                    |                                      |
| 492 | 30 de maio de 2016 | Fundo de Quintal; Dinho Machado      |
| [ 88 ] [ 89 ] [ 90 ] [ 91 ] |                    |                                      |
| Observação: Reprise da entrevista originalmente exibida em 10 de junho de 2015, em homenagem a Mario Sérgio, vocalista do Fundo de Quintal que faleceu no dia anterior. |                    |                                      |
| |                    |                                      |
| 493 | 31 de maio de 2016 | Joyce Ribeiro, Karyn Bravo           |
| [ 92 ] [ 93 ] |                    |                                      |
| Observação: Entrevista originalmente prevista para ir no ar no dia anterior, 30 de maio.                                                                                |                    |                                      |
| |                    |                                      |

### Junho
| N.º | Data de exibição    | Convidado(s)                                            |
| --- | ------------------- | ------------------------------------------------------- |
| 494 | 1 de junho de 2016  | Alisson Becker                                          |
| [ 94 ] |                     |                                                         |
| |                     |                                                         |
| |                     |                                                         |
| 495 | 2 de junho de 2016  | Fernando & Sorocaba                                     |
| [ 95 ] |                     |                                                         |
| |                     |                                                         |
| |                     |                                                         |
| 496 | 3 de junho de 2016  | Hugo Gloss                                              |
| [ 96 ] |                     |                                                         |
| |                     |                                                         |
| |                     |                                                         |
| 497 | 6 de junho de 2016  | Jackeline Petkovic, Débora Rodrigues, Amanda Françozo   |
| [ 97 ] |                     |                                                         |
| |                     |                                                         |
| |                     |                                                         |
| 498 | 7 de junho de 2016  | Sérgio Loroza                                           |
| [ 98 ] |                     |                                                         |
| |                     |                                                         |
| |                     |                                                         |
| 499 | 8 de junho de 2016  | Éder Jofre                                              |
| [ 99 ] |                     |                                                         |
| |                     |                                                         |
| |                     |                                                         |
| 500 | 9 de junho de 2016  | Amado Batista                                           |
| [ 100 ] |                     |                                                         |
| |                     |                                                         |
| |                     |                                                         |
| 501 | 10 de junho de 2016 | Bruno Motta                                             |
| [ 101 ] [ 102 ] |                     |                                                         |
| |                     |                                                         |
| |                     |                                                         |
| 502 | 13 de junho de 2016 | Marcela Tavares; Grupo do Bola                          |
| [ 103 ] [ 104 ] [ 105 ] |                     |                                                         |
| |                     |                                                         |
| |                     |                                                         |
| 503 | 14 de junho de 2016 | Marco Antonio Villa                                     |
| [ 106 ] [ 107 ] |                     |                                                         |
| |                     |                                                         |
| |                     |                                                         |
| 504 | 15 de junho de 2016 | Falcão                                                  |
| [ 108 ] [ 109 ] [ 110 ] |                     |                                                         |
| |                     |                                                         |
| |                     |                                                         |
| 505 | 16 de junho de 2016 | Pedro Cardoso                                           |
| [ 111 ] |                     |                                                         |
| |                     |                                                         |
| |                     |                                                         |
| 506 | 17 de junho de 2016 | Projota; Arthur Abrantes                                |
| [ 112 ] [ 113 ] [ 114 ] |                     |                                                         |
| |                     |                                                         |
| |                     |                                                         |
| 507 | 20 de junho de 2016 | Buchecha; Heitor Martins                                |
| [ 115 ] |                     |                                                         |
| |                     |                                                         |
| |                     |                                                         |
| 508 | 21 de junho de 2016 | Nando Cunha                                             |
| [ 116 ] |                     |                                                         |
| |                     |                                                         |
| |                     |                                                         |
| 509 | 22 de junho de 2016 | Fernando Rufino, Terezinha Guilhermina; Marcelo Huertas |
| [ 117 ] |                     |                                                         |
| |                     |                                                         |
| |                     |                                                         |
| 510 | 23 de junho de 2016 | Falcão; Circuladô de Fulô                               |
| Programa especial de arraial, onde Danilo Gentili "se casa" com Juliana, com o cantor Falcão como padre, Roger como pai da noiva e Mingau como delgado que impedirá Danilo de fugir do casamento. Luís Ricardo fará uma participação especial acendo uma fogueira, em referência ao dia em que se acidentou no Programa do Ratinho. O comediante Rodela também faz uma participação. |                     |                                                         |
| |                     |                                                         |
| |                     |                                                         |
| 511 | 24 de junho de 2016 | Pyong Lee                                               |
| [ 120 ] |                     |                                                         |
| |                     |                                                         |
| |                     |                                                         |
| 512 | 27 de junho de 2016 | Milena Toscano; André Valadão                           |
| [ 121 ] |                     |                                                         |
| |                     |                                                         |
| |                     |                                                         |
| 513 | 28 de junho de 2016 | Leandro Lehart                                          |
| [ 122 ] |                     |                                                         |
| |                     |                                                         |
| |                     |                                                         |
| 514 | 29 de junho de 2016 | Café com Bobagem                                        |
| [ 123 ] |                     |                                                         |
| |                     |                                                         |
| |                     |                                                         |
| 515 | 30 de junho de 2016 | Tiririca                                                |
| [ 124 ] |                     |                                                         |
| |                     |                                                         |
| |                     |                                                         |

### Julho
| N.º | Data de exibição    | Convidado(s) |
| --- | ------------------- | --- |
| 516 | 1 de julho de 2016  | Tihuana |
| [ 125 ] |                     | |
| |                     | |
| |                     | |
| 517 | 4 de julho de 2016  | Jerry Adriani; William Galharde |
| [ 126 ] |                     | |
| |                     | |
| |                     | |
| 518 | 5 de julho de 2016  | Maximo Kausch |
| [ 127 ] |                     | |
| |                     | |
| |                     | |
| 519 | 6 de julho de 2016  | Nicholas Torres, Fernanda Concon, Jean Paulo Campos, Ana Vitória Zimmermann, Stephanie Vaz, Matheus Ueta, Lucas Santos, Larissa Manoela |
| [ 128 ] |                     | |
| |                     | |
| |                     | |
| 520 | 7 de julho de 2016  | Jota Quest |
| [ 129 ] |                     | |
| |                     | |
| |                     | |
| 521 | 8 de julho de 2016  | Thalita Rebouças; Dilsinho |
| Monólogo sobre pedinte farsante, e também sobre uma apresentação do Legião Urbana na TV Bahia, em que Marcelo Bonfá tocou bateria usando um celular; Grupo do The Noite; Entrevista com a escritora Thalita Rebouças; Entrevista e musical com Dilsinho. |                     | |
| |                     | |
| |                     | |
| 522 | 11 de julho de 2016 | Christiana Ubach, Daniela Escobar |
| Monólogo sobre a reclamação da presidente afastada Dilma Rousseff de não ter sido convidada para a abertura das Olimpíadas, e também sobre o time de Portugal ter vencido a Eurocopa de 2016 e a venda do UFC para um grupo chinês; Entrevista com as atrizes Christiana Ubach e Daniela Escobar, do elenco da série A Garota da Moto, que também participam do quadro Pantalla de Sucessos; Escola Estadual de Mutantes recebe o novo aluno Purificador; Musical com Luiz Carlini e Ultraje a Rigor. |                     | |
| |                     | |
| |                     | |
| 523 | 12 de julho de 2016 | Hermes e Renato |
| Monólogo sobre os altos preços do feijão; Prévia da abertura dos Jogos Olímpicos do Rio com Oscar Schmidt e Agnaldo Gomes; Entrevista com Hermes e Renato, com uma participação de Bruno Sutter; Entrevista de Murilo Couto com a youtuber Clara Aguilar, que lhe inspira a criar um canal sobre sexo. |                     | |
| |                     | |
| |                     | |
| 524 | 13 de julho de 2016 | Jamie Oliver; Guilherme Martins, Paul Lafontaine                                                                                        |
| Monólogo sobre uma mosca que caiu em uma panela durante uma receita no Mais Você e também sobre os trens fantasmas do Metrô de São Paulo, o novo gato da realeza britânica e a primeira cena de sexo gay na TV brasileira; Entrevista com Jamie Oliver, que prova frutas novas e ensina Danilo a cortar legumes; Entrevista com Paul Lafontaine e o seu aluno Guilherme Martins, do projeto Alma de Batera; Batalha de bateria entre Bacalhau e Guilherme Martins. |                     | |
| |                     | |
| |                     | |
| 525 | 14 de julho de 2016 | Gonçalo Roque |
| Monólogo sobre a prisão de um trio que colaram cartazes de amarração para o amor, e também sobre o parcelamento do salário do filho do deputado Waldir Maranhão, o chinês que ficou preso a uma prostituta após o sexo, a frase do prefeito do Rio de Janeiro, Eduardo Paes, que disse que as Olimpíadas da cidade são uma oportunidade perdida e o arrombamento do caminhão que levava a tocha olímpica; Entrevista com Roque, que participa do quadro Prova do Martelo e luta com Danilo após discordar com ele sobre a plateia; Volta do quadro Meninas do Dan, com Dona Teresinha, Mulher Maçã, Dafne e Geisy Arruda. |                     | |
| |                     | |
| |                     | |
| 526 | 15 de julho de 2016 | Afonso Padilha, Murilo Couto, Renato Albani, Thiago Ventura, Patrick Maia                                                               |
| Monólogo sobre a morte de dois ladrões ao tentarem explodir um caixa eletrônico no RS, e também sobre a nova lei nos Estados Unidos que proíbe compartilhar a senha do Netflix, o sucesso do jogo Pokémon GO, a distribuição de vinhos para moradores de rua alcoólatras no Canadá e a moda do biquíni de peixe; Escola Estadual de Mutantes recebe o novo aluno Capitão Matéria; Entrevista com os integrantes do #PartiuStandUp, que também participam do quadro Rodada da Noite. |                     | |
| |                     | |
| |                     | |
| 527 | 18 de julho de 2016 | Maite Perroni |
| Monólogo sobre um carneiro que nasceu com aparência de porco, e também sobre a saia de uma participante do Big Brother britânico ter rasgado em um programa ao vivo e sobre a inauguração de uma academia para pessoas nuas em São Paulo; Entrevista com Maite Perroni; Meninas do Dan, com Dona Teresinha, Mulher Maçã, Dafne e Geisy Arruda; Musical com Maite Perroni. |                     | |
| |                     | |
| |                     | |
| 528 | 19 de julho de 2016 | Alexander Skarsgård |
| Monólogo sobre um homem que tentou apagar a tocha olímpica em Joinville, e também sobre o pedido de Eduardo Peas para trazer o jogo Pokémon GO para o Brasil e sobre o assalto que uma repórter da TV Paraíba sofreu enquanto fazia um reportagem; Escola Estadual de Mutantes recebe o novo aluno Cláudio Moreira; Entrevista com Alexander Skarsgård, que também avalia o desempenho de Léo Lins e Murilo Couto como Tarzan, papel que vive no filme A Lenda do Tarzan; Câmara The Noite investiga a cultura japonesa.                                                                                                  |                     | |
| |                     | |
| |                     | |
| 529 | 20 de julho de 2016 | Franciely Freduzeski; Chicco Mattos |
| Monólogo sobre o terceiro bloqueio do aplicativo de mensagens WhatsApp, e também sobre a oficialização da candidatura do republicano Donald Trump para a presidência dos Estados Unidos e sobre o lançamento do game Pokémon GO no Brasil; Entrevista com Franciely Freduzeski, que cede espaço para que os seus pés também sejam entevistados; Entrevista com Chicco Mattos, que avalia um piloto de um programa de aventura de Murilo Couto. |                     | |
| |                     | |
| |                     | |
| 530 | 21 de julho de 2016 | Adamastor Pitaco |
| Monólogo sobre um canal no YouTube que ensina a plantar maconha, e também sobre a liberação para que a Odebrecht volte a participar de licitações públicas e sobre um coala que invadiu uma casa fazendo pole dancing na Austrália; Entrevista com Adamastor Pitaco; Rodada da Noite com a participação de Rominho Braga, Davi Mansour e Carmo. |                     | |
| |                     | |
| |                     | |
| 531 | 22 de julho de 2016 | Fiuk |
| Monólogo sobre o reforço da segurança da seleção brasileira feita pela CBF para as Olimpíadas, e também sobre um lagarto gigante que invadiu uma loja na Tailândia; Entrevista com Fiuk, que se reecontra com Murilo Couto, com quem fez Malhação, e Duda Nagle, que também participou da novela; Tony Stark, o Homem de Ferro, faz uma aparição na Escola Estadual de Mutantes; Musical com Fiuk e Murilo Couto. |                     | |
| |                     | |
| |                     | |
| 532 | 25 de julho de 2016 | Jorge Sousa, Laura Keller; Ivo Mozart                                                                                                   |
| Monólogo sobre os Jogos Olímpicos; Entrevista com Jorge Sousa e Laura Keller; Entrevista com o cantor Ivo Mozart, que participa do novo quadro Quem Desafina É Corno e encerra o programa com um musical. |                     | |
| |                     | |
| |                     | |
| 533 | 26 de julho de 2016 | Caio Novais |
| [ 169 ] |                     | |
| |                     | |
| |                     | |
| 534 | 27 de julho de 2016 | MV Bill |
| [ 170 ] |                     | |
| |                     | |
| |                     | |
| 535 | 28 de julho de 2016 | Tirullipa; Lorena Reginato |
| [ 171 ] |                     | |
| |                     | |
| |                     | |
| 536 | 29 de julho de 2016 | MC Gui |
| [ 172 ] |                     | |
| |                     | |
| |                     | |

### Agosto
| N.º | Data de exibição     | Convidado(s) |
| --- | -------------------- | --- |
| 537 | 1 de agosto de 2016  | Br'oz |
| Monólogo sobre uma van da CBF que foi em direção da imprensa, e também sobre Lula se tornar réu da Operação Lava Jato, o novo visual da cantora Joelma, sobre os 11 milhões de desempregados no Brasil e também sobre o show de abertura das Olimpíadas; Grupo do The Noite; Entrevista com a banda Br'oz; Rodada da Noite com a participação de Ênio Vivona e Zé Américo. |                      | |
| |                      | |
| |                      | |
| 538 | 2 de agosto de 2016  | Fernanda Abreu |
| Monólogo sobre uma passageira que foi acariciar um motorista de ônibus em Campinas; Entrevista com Fernanda Abreu, que ensina Danilo a dançar balé e vê uma versão de Murilo Couto para a sua música Rio 40 Graus; Murilo Couto faz uma reportagem conferindo a estrutura para os Jogos Olímpicos; Clipe da nova música de Fernanda Abreu, Outro Sim, do álbum Amor Geral. |                      | |
| |                      | |
| |                      | |
| 539 | 3 de agosto de 2016  | Jorge Aragão; Renzo Agresta |
| Monólogo sobre o habeas corpus de João Santana, ex-marqueteiro do PT, e de sua esposa, e também sobre um homem que foi preso com 35 pés de maconha; Entrevista com Jorge Aragão; Entrevista com Renzo Agresta, que dá aulas de esgrima para Danilo; Novo clipe da música de Jorge Aragão. |                      | |
| |                      | |
| |                      | |
| 540 | 4 de agosto de 2016  | Luís Ricardo; Os Megafodas |
| Monólogo sobre a apreensão de maconhas com a marca do personagem Hulk, e também sobre um padre embreagado que foi preso na Bahia e sobre um homem que usou uma enxada para assaltar uma padaria em São Paulo; Entrevista com Luís Ricardo, que também fez uma apresentação circense com pratos e vestiu Danilo com o personagem Bozo, que interpretou durante dez anos no SBT; Entrevista e musical com Os Megafodas. |                      | |
| |                      | |
| |                      | |
| 541 | 5 de agosto de 2016  | Cellbit |
| Monólogo sobre a Câmara de Sobral ter comprado dois cartuchos de tinta por R$ 7 mil, e também sobre bandidos que roubaram instrumentos de uma orquestra no interior da Bahia, o novo museu do soverte em Nova Iorque, sobre as vacas que escaparam e ficaram andando nas ruas de Goiânia e sobre um ciclista coreano que foi atingido por um carro no Rio de Janeiro; Link "ao vivo" com Murilo Couto na abertura da olimpíada; Entrevista com Cellbit; Léo Lins entrevista elenco do filme Esquadrão Suicida em Nova Iorque.                                                                 |                      | |
| |                      | |
| |                      | |
| 542 | 8 de agosto de 2016  | Nasi |
| Monólogo sobre a abertura dos jogos olímpicos, e também sobre o jogo Brasil x Iraque nas olimpíadas,e sobre a denúncia de que José Serra teria recebido propina da Odebrecht; Link "ao vivo" com Murilo Couto; Entrevista com Nasi; Murilo Couto faz cobertura da abertura dos jogos olímpicos para o The Noite; Escola Estadual de Mutantes recebe o novo aluno Zoo Negro; Musical com Nase e Ultraje a Rigor. |                      | |
| Observação: Diguinho Coruja, por estar doente, é substituído por Juliana Oliveira. |                      | |
| |                      | |
| 543 | 9 de agosto de 2016  | Miguel Nagib |
| Monólogo sobre os jogos olímpicos de gatinhos e também sobre a primeira semana do jogo Pokémon GO no Brasil; Entrevista com Miguel Nagib, idealizador do projeto Escola sem Partido; Plantão do Futuro com participação especial de Oscar Schmidt |                      | |
| Observação: Diguinho Coruja é novamente substituído por Juliana Oliveira por motivos de saúde. |                      | |
| |                      | |
| 544 | 10 de agosto de 2016 | Amanda Nunes |
| Monólogo sobre uma foto vazada de Justin Bieber nu e também sobre um flagra da Polícia Rodoviária de um carro com 16 pessoas no Rio de Janeiro e sobre a expulsão de Yuri van Gelder da olimpíada; Entrevista com a campeã do UFC Amanda Nunes, que é desafiada por Danilo no quadro Verdade ou Desafio; Rodada da Noite com Bruno Berg, Bruno Costoli e Duca Pantaleão. |                      | |
| Observação: A gravação desse episódio foi exibida ao vivo na edição do mesmo dia do programa Fofocando. |                      | |
| |                      | |
| 545 | 11 de agosto de 2016 | Homem do Saco, Leão Lobo, Mamma Bruschetta; Tatiana Presser                                                                               |
| Monólogo sobre uma careta feita pelo nadador Michael Phelps, e também sobre um chinês que tentou embarcar em um avião com uma tartaruga dentro de um sanduíche, sobre os celulares apreendidos em presídios no Ceará e sobre a tática que os jogadores de Pokémon Go estão tomando para evitar de serem roubados enquanto estiverem jogando; Léo Lins e Murilo Couto vão jogar Pokémon Go na Cracolândia; Entrevista com Leão Lobo e Mamma Bruschetta, com participação do Homem do Saco; Entrevista com Tatiana Presser, que participa de uma corrida de vibradores promovida pelo programa. |                      | |
| |                      | |
| |                      | |
| 546 | 12 de agosto de 2016 | Cachorro Grande; Vinícius Grein, Thiago Miashiro, Marcelo Reis                                                                            |
| Monólogo sobre o mascote da Austrália nos Jogos Olímpicos; Link "ao vivo" com Murilo Couto; Entrevista com a banda Cachorro Grande, que participa do Testchê; Entrevista com Vinícius Grein, Thiago Miashiro e Marcelo Reis, fundadores da startup Quantum; Musical com Cachorro Grande. |                      | |
| |                      | |
| |                      | |
| 547 | 15 de agosto de 2016 | Patrícia Abravanel |
| Patrícia Abravanel abre o programa vestida de Silvio Santos; Entrevista com Patrícia Abravanel, que também participa do quadro Quem Sabe Dança, Quem Não Sabe...; Danilo parabeniza medalhistas olímpicos brasileiros; Link "ao vivo" com Murilo Couto; Desenhos do Danilo. |                      | |
| |                      | |
| |                      | |
| 548 | 16 de agosto de 2016 | Gabriel, o Pensador |
| [ 212 ] |                      | |
| |                      | |
| |                      | |
| 549 | 17 de agosto de 2016 | Cairo Santos; Felipe Wu |
| [ 213 ] |                      | |
| |                      | |
| |                      | |
| 550 | 18 de agosto de 2016 | Mamma Bruschetta, Rachel Sheherazade, Lívia Andrade, Helen Ganzarolli, Moacyr Franco, Hermano Henning, Otávio Mesquita, Jean Paulo Campos |
| Programa especial em formato de game show em comemorações aos 35 anos do SBT. Além da presença dos convidados, Leão Lobo aparece como jurado ao lado de Léo Lins, vestido de Elke Maravilha, e Murilo Couto, vestido de Pedro de Lara. Também fazem aparições neste episódio Raul Gil, Roque, Luiza Ambiel, Fabrizio Fasano, Carol Fiorentino e Felipeh Campos. |                      | |
| |                      | |
| |                      | |
| 551 | 19 de agosto de 2016 | Taty Ferreira, Daniel Saboya, Pyong Lee, Malena, Isadora Becker, Lucas Lira, Gustavo Slocker, Taciele Alcolea                             |
| Danilo comemora a medalha de ouro conquista por Thiago Braz nos Jogos Olímpicos no monólogo, que também fala sobre os atletas franceses que perderam a medalha de ouro nas Olimpíadas e acusaram a plateia por tê-los vaiado, sobre um atleta japonês que foi desclassificado por um detalhe íntimo, e sobre a cantora Paula Fernandes, que foi mordida por um cavalo; Link "ao vivo" com Murilo Couto; Entrevista com os youtubers que fazem parte do elenco do reality show Entubados, do Canal Sony; Escola Estadual de Mutantes recebe o novo aluno Manganeto.                            |                      | |
| |                      | |
| |                      | |
| 552 | 22 de agosto de 2016 | Nelson Triunfo |
| [ 217 ] [ 218 ] [ 219 ] |                      | |
| |                      | |
| |                      | |
| 553 | 23 de agosto de 2016 | Pauê Aagaard |
| [ 220 ] [ 221 ] |                      | |
| |                      | |
| |                      | |
| 554 | 24 de agosto de 2016 | Ratinho |
| [ 222 ] [ 223 ] [ 224 ] [ 225 ] |                      | |
| |                      | |
| |                      | |
| 555 | 25 de agosto de 2016 | Belo, Gracyanne Barbosa |
| [ 226 ] [ 227 ] [ 228 ] [ 229 ] |                      | |
| |                      | |
| |                      | |
| 556 | 26 de agosto de 2016 | Camila Coutinho |
| [ 230 ] [ 231 ] |                      | |
| |                      | |
| |                      | |
| 557 | 29 de agosto de 2016 | Diego Hypólito; Wallace de Souza |
| [ 232 ] [ 233 ] [ 234 ] |                      | |
| |                      | |
| |                      | |
| 558 | 30 de agosto de 2016 | Fúlvio Stefanini; Bruno Sutter |
| [ 235 ] [ 236 ] |                      | |
| |                      | |
| |                      | |
| 559 | 31 de agosto de 2016 | Compadre Washington, Beto Jamaica; Emerson Ceará                                                                                          |
| [ 237 ] [ 238 ] [ 239 ] [ 240 ] |                      | |
| |                      | |
| |                      | |

### Setembro
| N.º                             | Data de exibição       | Convidado(s)                           |
| ------------------------------- | ---------------------- | -------------------------------------- |
| 560                             | 1 de setembro de 2016  | Sérgio Mallandro                       |
| [ 241 ] [ 242 ] [ 243 ] [ 244 ] |                        |                                        |
|                                 |                        |                                        |
|                                 |                        |                                        |
| 561                             | 2 de setembro de 2016  | Felipe Neto                            |
| [ 245 ] [ 246 ] [ 247 ] [ 248 ] |                        |                                        |
|                                 |                        |                                        |
|                                 |                        |                                        |
| 562                             | 5 de setembro de 2016  | Sandy                                  |
| [ 249 ] [ 250 ] [ 251 ]         |                        |                                        |
|                                 |                        |                                        |
|                                 |                        |                                        |
| 563                             | 6 de setembro de 2016  | Bela Gil                               |
| [ 252 ] [ 253 ] [ 254 ] [ 255 ] |                        |                                        |
|                                 |                        |                                        |
|                                 |                        |                                        |
| 564                             | 7 de setembro de 2016  | Zé Felipe                              |
| [ 256 ] [ 257 ] [ 258 ]         |                        |                                        |
|                                 |                        |                                        |
|                                 |                        |                                        |
| 565                             | 8 de setembro de 2016  | Rainha Naja                            |
| [ 259 ] [ 260 ] [ 261 ]         |                        |                                        |
|                                 |                        |                                        |
|                                 |                        |                                        |
| 566                             | 9 de setembro de 2016  | MC Livinho; Celso Amano                |
| [ 262 ] [ 263 ] [ 264 ]         |                        |                                        |
|                                 |                        |                                        |
|                                 |                        |                                        |
| 567                             | 12 de setembro de 2016 | Mara Maravilha; Aviões do Forró        |
| [ 265 ] [ 266 ] [ 267 ]         |                        |                                        |
|                                 |                        |                                        |
|                                 |                        |                                        |
| 568                             | 13 de setembro de 2016 | Alexandre Herchcovitch; Glenn McMillan |
| [ 268 ] [ 269 ] [ 270 ] [ 271 ] |                        |                                        |
|                                 |                        |                                        |
|                                 |                        |                                        |
| 569                             | 14 de setembro de 2016 | Eli Corrêa; Pixote                     |
| [ 272 ] [ 273 ]                 |                        |                                        |
|                                 |                        |                                        |
|                                 |                        |                                        |
| 570                             | 15 de setembro de 2016 | Ivete Sangalo                          |
| [ 274 ] [ 275 ] [ 276 ] [ 277 ] |                        |                                        |
|                                 |                        |                                        |
|                                 |                        |                                        |
| 571                             | 16 de setembro de 2016 | Luigi Baricelli; Joe Hirata            |
| [ 278 ] [ 279 ] [ 280 ] [ 281 ] |                        |                                        |
|                                 |                        |                                        |
|                                 |                        |                                        |
| 572                             | 19 de setembro de 2016 | Roberta Miranda; Bruna Viola           |
| [ 282 ] [ 283 ] [ 284 ]         |                        |                                        |
|                                 |                        |                                        |
|                                 |                        |                                        |
| 573                             | 20 de setembro de 2016 | Fafy Siqueira                          |
| [ 285 ] [ 286 ] [ 287 ]         |                        |                                        |
|                                 |                        |                                        |
|                                 |                        |                                        |
| 574                             | 21 de setembro de 2016 | Valentina Francavilla                  |
| [ 288 ] [ 289 ] [ 290 ]         |                        |                                        |
|                                 |                        |                                        |
|                                 |                        |                                        |
| 575                             | 22 de setembro de 2016 | Gusttavo Lima                          |
| [ 291 ] [ 292 ] [ 293 ] [ 294 ] |                        |                                        |
|                                 |                        |                                        |
|                                 |                        |                                        |
| 576                             | 23 de setembro de 2016 | Carlos Burle; Make U Sweat             |
| [ 295 ] [ 296 ] [ 297 ]         |                        |                                        |
|                                 |                        |                                        |
|                                 |                        |                                        |
| 577                             | 26 de setembro de 2016 | Nando Reis                             |
| [ 298 ] [ 299 ] [ 300 ]         |                        |                                        |
|                                 |                        |                                        |
|                                 |                        |                                        |
| 578                             | 27 de setembro de 2016 | Nalini Narayan; Pathy Dejesus          |
| [ 301 ] [ 302 ] [ 303 ]         |                        |                                        |
|                                 |                        |                                        |
|                                 |                        |                                        |
| 579                             | 28 de setembro de 2016 | Jads & Jadson; Fernando Vannucci       |
| [ 304 ] [ 305 ] [ 306 ]         |                        |                                        |
|                                 |                        |                                        |
|                                 |                        |                                        |
| 580                             | 29 de setembro de 2016 | Maisa Silva                            |
| [ 307 ] [ 308 ] [ 309 ] [ 310 ] |                        |                                        |
|                                 |                        |                                        |
|                                 |                        |                                        |
| 581                             | 30 de setembro de 2016 | Melanina Carioca                       |
| [ 311 ] [ 312 ] [ 313 ]         |                        |                                        |
|                                 |                        |                                        |
|                                 |                        |                                        |

### Outubro
| N.º                             | Data de exibição      | Convidado(s)                                                                                    |
| ------------------------------- | --------------------- | ----------------------------------------------------------------------------------------------- |
| 582                             | 3 de outubro de 2016  | Genival Lacerda, Caju & Castanha                                                                |
| [ 314 ] [ 315 ]                 |                       |                                                                                                 |
|                                 |                       |                                                                                                 |
|                                 |                       |                                                                                                 |
| 583                             | 4 de outubro de 2016  | Camila Farani, Robinson Shiba, João Appolinário, Cristiana Arcangeli, Sorocaba; Tsubasa Imamura |
| [ 316 ] [ 317 ] [ 318 ]         |                       |                                                                                                 |
|                                 |                       |                                                                                                 |
|                                 |                       |                                                                                                 |
| 584                             | 5 de outubro de 2016  | Fernando Rufino, Ricardinho, Terezinha Guilhermina, Clodoaldo Silva                             |
| [ 319 ] [ 320 ] [ 321 ]         |                       |                                                                                                 |
|                                 |                       |                                                                                                 |
|                                 |                       |                                                                                                 |
| 585                             | 6 de outubro de 2016  | Rosicléia                                                                                       |
| [ 322 ] [ 323 ] [ 324 ]         |                       |                                                                                                 |
|                                 |                       |                                                                                                 |
|                                 |                       |                                                                                                 |
| 586                             | 7 de outubro de 2016  | Rick Bonadio; Vanessa Jackson                                                                   |
| [ 325 ] [ 326 ] [ 327 ] [ 328 ] |                       |                                                                                                 |
|                                 |                       |                                                                                                 |
|                                 |                       |                                                                                                 |
| 587                             | 10 de outubro de 2016 | Paula Fernandes                                                                                 |
| [ 329 ] [ 330 ] [ 331 ]         |                       |                                                                                                 |
|                                 |                       |                                                                                                 |
|                                 |                       |                                                                                                 |
| 588                             | 11 de outubro de 2016 | Paulinho Serra; Humberto Tziolas                                                                |
| [ 332 ] [ 333 ] [ 334 ]         |                       |                                                                                                 |
|                                 |                       |                                                                                                 |
|                                 |                       |                                                                                                 |
| 589                             | 12 de outubro de 2016 | Bruno & Barretto                                                                                |
| [ 335 ] [ 336 ]                 |                       |                                                                                                 |
|                                 |                       |                                                                                                 |
|                                 |                       |                                                                                                 |
| 590                             | 13 de outubro de 2016 | Hubert Aranha, Beto Silva, Cláudio Manoel, Hélio de la Peña                                     |
| [ 337 ] [ 338 ] [ 339 ] [ 340 ] |                       |                                                                                                 |
|                                 |                       |                                                                                                 |
|                                 |                       |                                                                                                 |
| 591                             | 14 de outubro de 2016 | Patati Patatá; Combo Estúdio                                                                    |
| [ 341 ] [ 342 ] [ 343 ] [ 344 ] |                       |                                                                                                 |
|                                 |                       |                                                                                                 |
|                                 |                       |                                                                                                 |
| 592                             | 17 de outubro de 2016 | Daniel                                                                                          |
| [ 345 ] [ 346 ]                 |                       |                                                                                                 |
|                                 |                       |                                                                                                 |
|                                 |                       |                                                                                                 |
| 593                             | 18 de outubro de 2016 | Rogério Skylab; Vít Jedlička                                                                    |
| [ 347 ] [ 348 ] [ 349 ]         |                       |                                                                                                 |
|                                 |                       |                                                                                                 |
|                                 |                       |                                                                                                 |
| 594                             | 19 de outubro de 2016 | Durval Lélys                                                                                    |
| [ 350 ] [ 351 ]                 |                       |                                                                                                 |
|                                 |                       |                                                                                                 |
|                                 |                       |                                                                                                 |
| 595                             | 20 de outubro de 2016 | Ary Toledo; Sorriso Maroto                                                                      |
| [ 352 ] [ 353 ] [ 354 ]         |                       |                                                                                                 |
|                                 |                       |                                                                                                 |
|                                 |                       |                                                                                                 |
| 596                             | 21 de outubro de 2016 | Nikki, Jeniffer Nascimento, Luiza Possi; Chiquinho; Edílson Oliveira                            |
| [ 355 ] [ 356 ] [ 357 ]         |                       |                                                                                                 |
|                                 |                       |                                                                                                 |
|                                 |                       |                                                                                                 |
| 597                             | 24 de outubro de 2016 | Cris Poli                                                                                       |
| [ 358 ] [ 359 ]                 |                       |                                                                                                 |
|                                 |                       |                                                                                                 |
|                                 |                       |                                                                                                 |
| 598                             | 25 de outubro de 2016 | Edmilson Filho, Halder Gomes; Fábio Brazza                                                      |
| [ 360 ] [ 361 ] [ 362 ]         |                       |                                                                                                 |
|                                 |                       |                                                                                                 |
|                                 |                       |                                                                                                 |
| 599                             | 26 de outubro de 2016 | Alê Oliveira                                                                                    |
| [ 363 ] [ 364 ]                 |                       |                                                                                                 |
|                                 |                       |                                                                                                 |
|                                 |                       |                                                                                                 |
| 600                             | 27 de outubro de 2016 | João Cláudio Moreno; Rodrigo José                                                               |
| [ 365 ] [ 366 ] [ 367 ]         |                       |                                                                                                 |
|                                 |                       |                                                                                                 |
|                                 |                       |                                                                                                 |
| 601                             | 28 de outubro de 2016 | Cicinho; Felipe Ventura                                                                         |
| [ 368 ] [ 369 ] [ 370 ]         |                       |                                                                                                 |
|                                 |                       |                                                                                                 |
|                                 |                       |                                                                                                 |
| 602                             | 31 de outubro de 2016 | Nina Maluf; Francivaldo Gomes                                                                   |
| [ 371 ]                         |                       |                                                                                                 |
|                                 |                       |                                                                                                 |
|                                 |                       |                                                                                                 |

### Novembro
| N.º                     | Data de exibição       | Convidado(s)                                                   |
| ----------------------- | ---------------------- | -------------------------------------------------------------- |
| 603                     | 1 de novembro de 2016  | Jorge Vercillo; Patrick Maia                                   |
| [ 372 ] [ 373 ]         |                        |                                                                |
|                         |                        |                                                                |
|                         |                        |                                                                |
| 604                     | 2 de novembro de 2016  | Narcisa Tamborindeguy                                          |
| [ 374 ] [ 375 ]         |                        |                                                                |
|                         |                        |                                                                |
|                         |                        |                                                                |
| 605                     | 3 de novembro de 2016  | Moacyr Franco                                                  |
| [ 376 ] [ 377 ] [ 378 ] |                        |                                                                |
|                         |                        |                                                                |
|                         |                        |                                                                |
| 606                     | 7 de novembro de 2016  | Arnaldo Saccomani                                              |
| [ 379 ] [ 380 ]         |                        |                                                                |
|                         |                        |                                                                |
|                         |                        |                                                                |
| 607                     | 8 de novembro de 2016  | Aloísio Chulapa; João Doria Jr.                                |
| [ 381 ]                 |                        |                                                                |
|                         |                        |                                                                |
|                         |                        |                                                                |
| 608                     | 9 de novembro de 2016  | Ingrid Luckmann                                                |
| [ 382 ] [ 383 ]         |                        |                                                                |
|                         |                        |                                                                |
|                         |                        |                                                                |
| 609                     | 10 de novembro de 2016 | Beto Hora                                                      |
| [ 384 ] [ 385 ] [ 386 ] |                        |                                                                |
|                         |                        |                                                                |
|                         |                        |                                                                |
| 610                     | 11 de novembro de 2016 | Marco Túlio; Everson Zoio                                      |
| [ 387 ] [ 388 ] [ 389 ] |                        |                                                                |
|                         |                        |                                                                |
|                         |                        |                                                                |
| 611                     | 14 de novembro de 2016 | Gominho                                                        |
| [ 390 ] [ 391 ]         |                        |                                                                |
|                         |                        |                                                                |
|                         |                        |                                                                |
| 612                     | 15 de novembro de 2016 | Daniele Suzuki; Priscila Manucci                               |
| [ 392 ] [ 393 ] [ 394 ] |                        |                                                                |
|                         |                        |                                                                |
|                         |                        |                                                                |
| 613                     | 16 de novembro de 2016 | Bruno & Marrone, Chitãozinho & Xororó                          |
| [ 395 ]                 |                        |                                                                |
|                         |                        |                                                                |
|                         |                        |                                                                |
| 614                     | 17 de novembro de 2016 | Tom Cavalcante; Dilma, Michel Tomer                            |
| [ 396 ]                 |                        |                                                                |
|                         |                        |                                                                |
|                         |                        |                                                                |
| 615                     | 18 de novembro de 2016 | Carol Loback, José Rubens Chachá, Blota Filho, Camilla Camargo |
| [ 397 ]                 |                        |                                                                |
|                         |                        |                                                                |
|                         |                        |                                                                |
| 616                     | 21 de novembro de 2016 | Ultraje a Rigor                                                |
| [ 398 ] [ 399 ]         |                        |                                                                |
|                         |                        |                                                                |
|                         |                        |                                                                |
| 617                     | 22 de novembro de 2016 | Duda Nagle, Leda Nagle; Luciana Mello                          |
| [ 400 ] [ 401 ] [ 402 ] |                        |                                                                |
|                         |                        |                                                                |
|                         |                        |                                                                |
| 618                     | 23 de novembro de 2016 | João Bosco & Vinícius                                          |
| [ 403 ] [ 404 ]         |                        |                                                                |
|                         |                        |                                                                |
|                         |                        |                                                                |
| 619                     | 24 de novembro de 2016 | Silvetty Montilla; Barra da Saia                               |
| [ 405 ] [ 406 ] [ 407 ] |                        |                                                                |
|                         |                        |                                                                |
|                         |                        |                                                                |
| 620                     | 25 de novembro de 2016 | MC Guimê                                                       |
| [ 408 ] [ 409 ] [ 410 ] |                        |                                                                |
|                         |                        |                                                                |
|                         |                        |                                                                |
| 621                     | 28 de novembro de 2016 | Família Lima                                                   |
| [ 411 ] [ 412 ]         |                        |                                                                |
|                         |                        |                                                                |
|                         |                        |                                                                |
| 622                     | 29 de novembro de 2016 | Fiorella Mattheis; Igor Guimarães                              |
| [ 413 ] [ 414 ] [ 415 ] |                        |                                                                |
|                         |                        |                                                                |
|                         |                        |                                                                |
| 623                     | 30 de novembro de 2016 | Luan Santana                                                   |
| [ 416 ] [ 417 ]         |                        |                                                                |
|                         |                        |                                                                |
|                         |                        |                                                                |

### Dezembro
| N.º                     | Data de exibição       | Convidado(s)                                                                    |
| ----------------------- | ---------------------- | ------------------------------------------------------------------------------- |
| 624                     | 1 de dezembro de 2016  | João Guilherme Ávila                                                            |
| [ 418 ] [ 419 ] [ 420 ] |                        |                                                                                 |
|                         |                        |                                                                                 |
|                         |                        |                                                                                 |
| 625                     | 2 de dezembro de 2016  | Medrado; Caeto, Eduardo Medeiros                                                |
| [ 421 ] [ 422 ] [ 423 ] |                        |                                                                                 |
|                         |                        |                                                                                 |
|                         |                        |                                                                                 |
| 626                     | 5 de dezembro de 2016  | Lucero                                                                          |
| [ 424 ] [ 425 ]         |                        |                                                                                 |
|                         |                        |                                                                                 |
|                         |                        |                                                                                 |
| 627                     | 6 de dezembro de 2016  | NX Zero; Damien Walters                                                         |
| [ 426 ] [ 427 ] [ 428 ] |                        |                                                                                 |
|                         |                        |                                                                                 |
|                         |                        |                                                                                 |
| 628                     | 7 de dezembro de 2016  | Zé Neto & Cristiano                                                             |
| [ 429 ] [ 430 ]         |                        |                                                                                 |
|                         |                        |                                                                                 |
|                         |                        |                                                                                 |
| 629                     | 8 de dezembro de 2016  | Zezé Di Camargo & Luciano                                                       |
| [ 431 ] [ 432 ] [ 433 ] |                        |                                                                                 |
|                         |                        |                                                                                 |
|                         |                        |                                                                                 |
| 630                     | 9 de dezembro de 2016  | Xande de Pilares                                                                |
| [ 434 ] [ 435 ] [ 436 ] |                        |                                                                                 |
|                         |                        |                                                                                 |
|                         |                        |                                                                                 |
| 631                     | 12 de dezembro de 2016 | Priscilla Alcantara; Scott Stapp                                                |
| [ 437 ] [ 438 ]         |                        |                                                                                 |
|                         |                        |                                                                                 |
|                         |                        |                                                                                 |
| 632                     | 13 de dezembro de 2016 | Guilherme Vieira, Ana Júlia, Sienna Belle, Helena Luz, Bia Jordão, Matheus Ueta |
| [ 439 ] [ 440 ] [ 441 ] |                        |                                                                                 |
|                         |                        |                                                                                 |
|                         |                        |                                                                                 |
| 633                     | 14 de dezembro de 2016 | Nicole Bahls                                                                    |
| [ 442 ] [ 443 ]         |                        |                                                                                 |
|                         |                        |                                                                                 |
|                         |                        |                                                                                 |
| 634                     | 15 de dezembro de 2016 | Leonardo, Eduardo Costa                                                         |
| [ 444 ] [ 445 ] [ 446 ] |                        |                                                                                 |
|                         |                        |                                                                                 |
|                         |                        |                                                                                 |
| 635                     | 16 de dezembro de 2016 | Danielle Dahoui; Pedro Paulo & Alex                                             |
| [ 447 ] [ 448 ] [ 449 ] |                        |                                                                                 |
|                         |                        |                                                                                 |
|                         |                        |                                                                                 |
| 636                     | 19 de dezembro de 2016 | Família Schürmann                                                               |
| [ 450 ] [ 451 ]         |                        |                                                                                 |
|                         |                        |                                                                                 |
|                         |                        |                                                                                 |
| 637                     | 20 de dezembro de 2016 | André Santi; Anavitória                                                         |
| [ 452 ] [ 453 ] [ 454 ] |                        |                                                                                 |
|                         |                        |                                                                                 |
|                         |                        |                                                                                 |
| 638                     | 21 de dezembro de 2016 | Guilherme & Santiago; Geisy Arruda                                              |
| [ 455 ] [ 456 ]         |                        |                                                                                 |
|                         |                        |                                                                                 |
|                         |                        |                                                                                 |
| 639                     | 22 de dezembro de 2016 | Tiago Barnabé                                                                   |
| [ 457 ] [ 458 ] [ 459 ] |                        |                                                                                 |
|                         |                        |                                                                                 |
|                         |                        |                                                                                 |
| 640                     | 23 de dezembro de 2016 | Silvio Ribeiro                                                                  |
| [ 460 ]                 |                        |                                                                                 |
|                         |                        |                                                                                 |
|                         |                        |                                                                                 |
| 641                     | 26 de dezembro de 2016 | Thiago Martins                                                                  |
| [ 461 ] [ 462 ]         |                        |                                                                                 |
|                         |                        |                                                                                 |
|                         |                        |                                                                                 |
| 642                     | 27 de dezembro de 2016 | Roberto Vascon; Rodrigo Rodrigues                                               |
| [ 463 ] [ 464 ]         |                        |                                                                                 |
|                         |                        |                                                                                 |
|                         |                        |                                                                                 |
| 643                     | 28 de dezembro de 2016 | Márcia Fernandes; Joel Santana                                                  |
| [ 465 ] [ 466 ]         |                        |                                                                                 |
|                         |                        |                                                                                 |
|                         |                        |                                                                                 |
| 644                     | 29 de dezembro de 2016 | Maurício Dollenz; Rafael Marinho                                                |
| [ 467 ] [ 468 ]         |                        |                                                                                 |
|                         |                        |                                                                                 |
|                         |                        |                                                                                 |
| 645                     | 30 de dezembro de 2016 | Ventania                                                                        |
| [ 469 ] [ 470 ]         |                        |                                                                                 |
|                         |                        |                                                                                 |
|                         |                        |                                                                                 |